# Barwala
Barwala è una città dell'India di 33.130 abitanti, situata nel distretto di Hisar, nello stato federato dell'Haryana. In base al numero di abitanti la città rientra nella classe III (da 20.000 a 49.999 persone).

## Geografia fisica
La città è situata a 29° 22' 60 N e 75° 55' 0 E e ha un'altitudine di 213 m s.l.m..

## Società

### Evoluzione demografica
Al censimento del 2001 la popolazione di Barwala assommava a 33.130 persone, delle quali 17.507 maschi e 15.623 femmine. I bambini di età inferiore o uguale ai sei anni assommavano a 5.472, dei quali 3.037 maschi e 2.435 femmine. Infine, coloro che erano in grado di saper almeno leggere e scrivere erano 18.805, dei quali 11.373 maschi e 7.432 femmine.